# Nuestra Señora de Turbidé

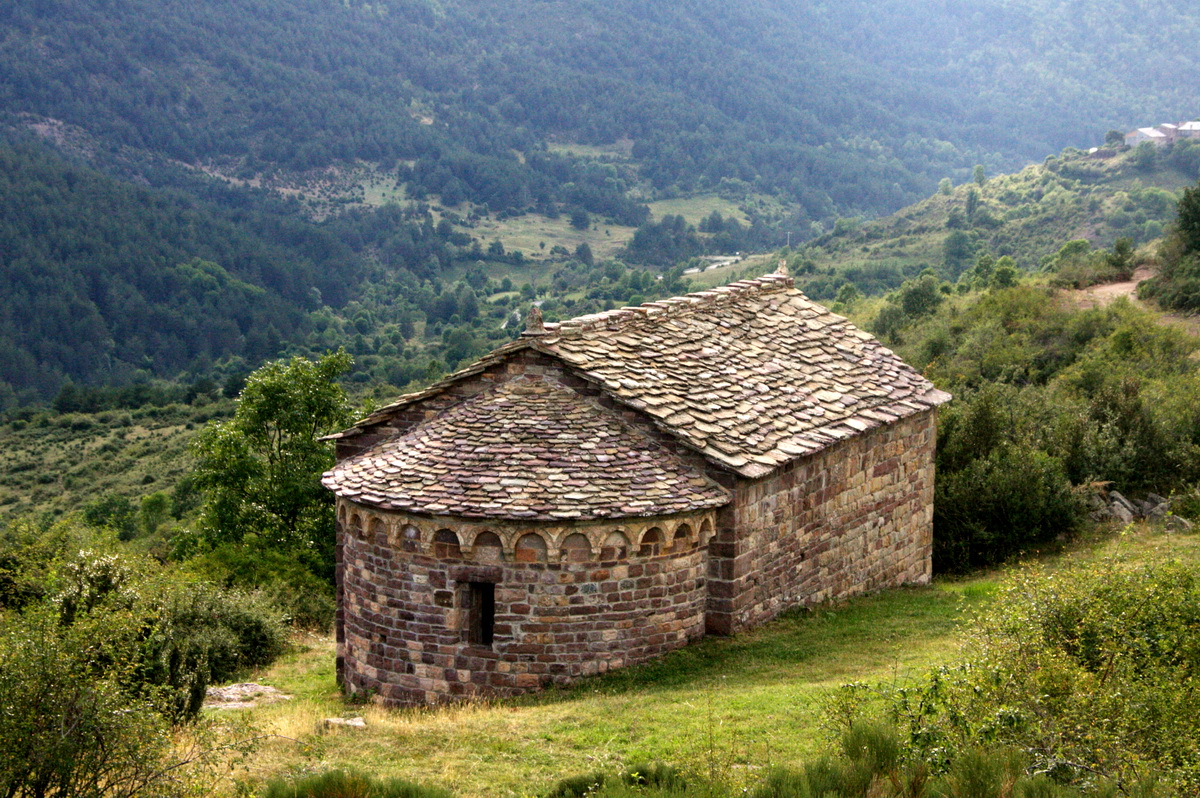
Nuestra Señora de Turbidé

La Iglesia de Nuestra Señora de Turbidé (en catalán Mare de Déu de Turbidé) en Laspaúles, provincia de Huesca,  Aragón es una iglesia del siglo XII clasificada como Bien de Interés Cultural. 

## Descripción
La iglesia consagrada a la Virgen es una ermita del siglo XII, compuesta por una nave cerrada al Este por un coro semicircular. Todo el conjunto está construido en sillares. El tejacado del coro se apoya en un friso apoyado en arcos lombrados. En la fachada oeste se encuentra la portada.